# Augusto Akio
Augusto Akio Takahashi dos Santos, född 12 december 2000 i Curitiba, är en brasiliansk skateboardåkare.
Augusto Akio tog silver vid VM 2022 i skateboarddisciplinen park. Vid OS 2024 tog han brons i park.